# Jemioła

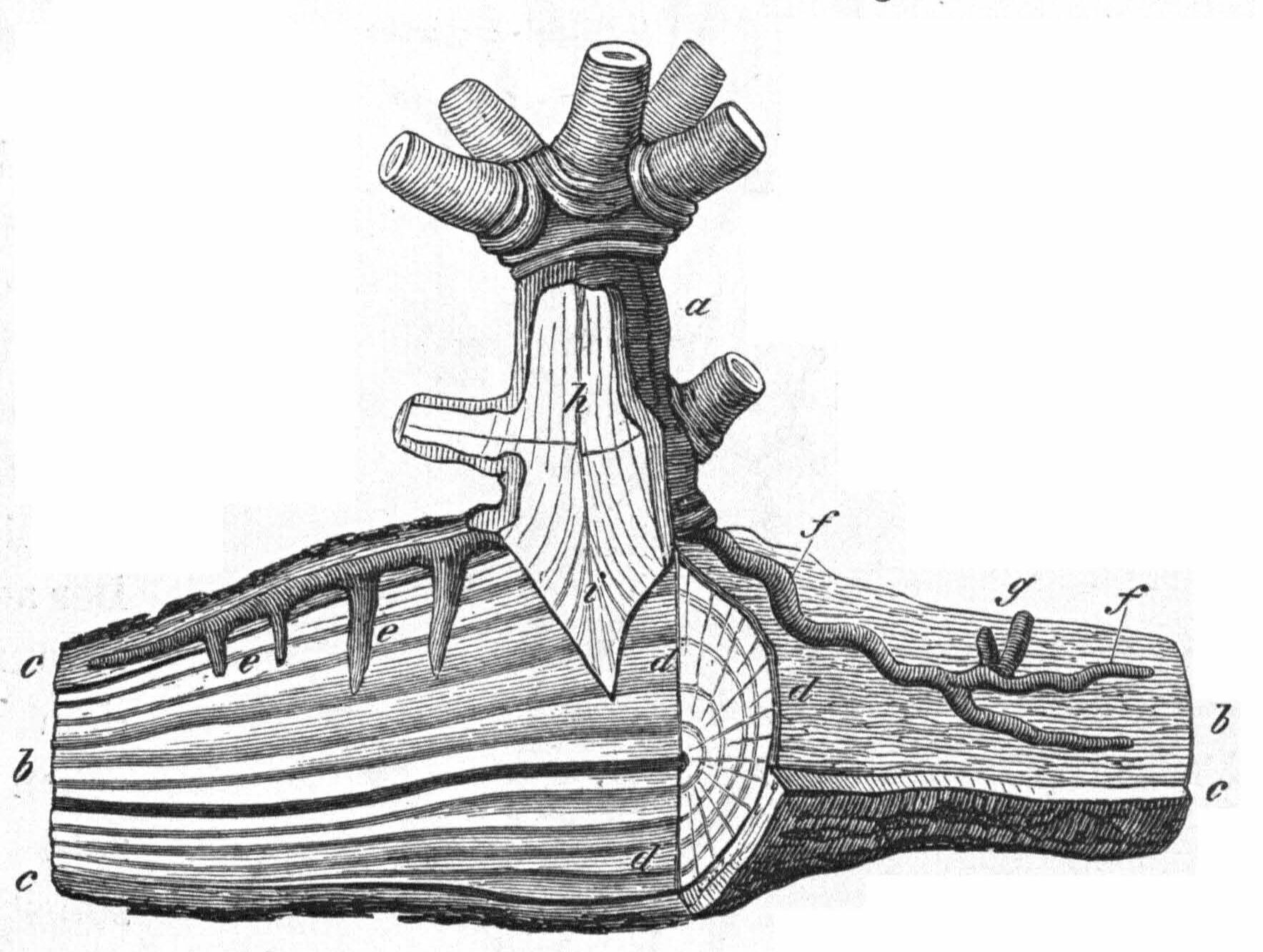
Ssawki jemioły zagłębiające się w pędzie żywiciela

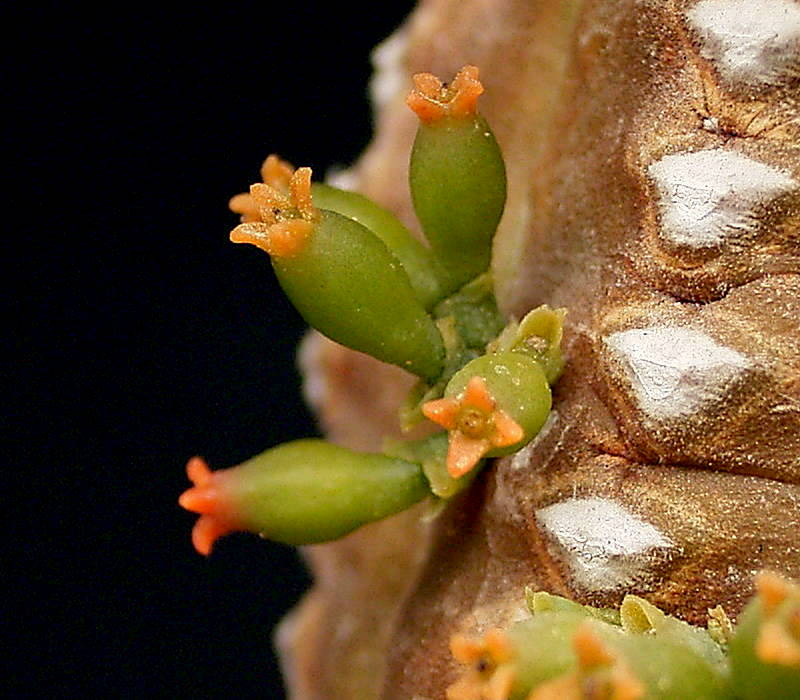
Viscum minimum rosnąca na sukulencie z rodzaju wilczomlecz

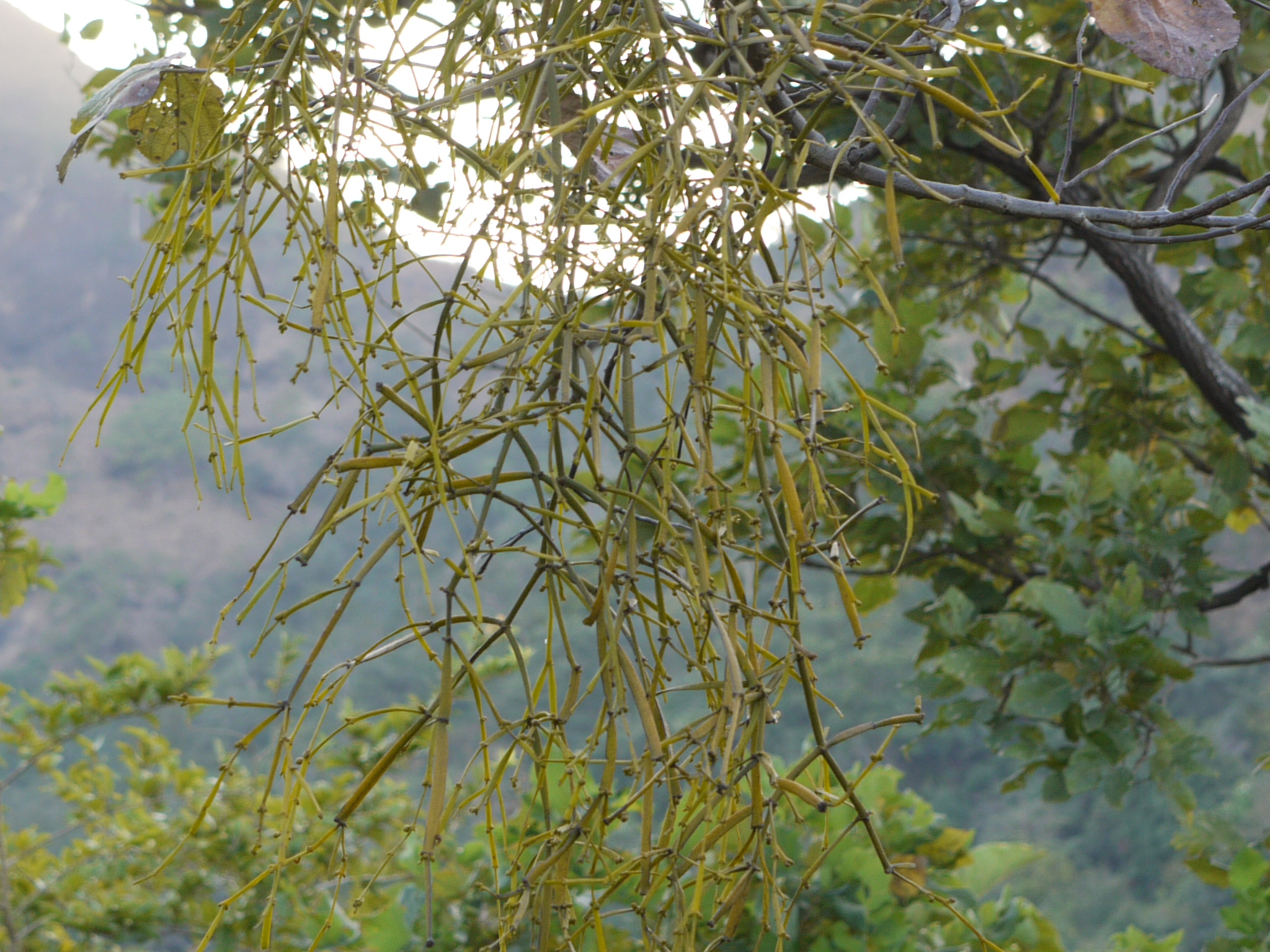
Viscum articulatum

Jemioła (Viscum L.) – rodzaj pasożytniczych roślin z rodziny sandałowcowatych (dawniej wyodrębniany w rodzinie jemiołowatych). Obejmuje ok. 113–150 gatunków. Zasięg rodzaju obejmuje strefę tropikalną i umiarkowaną Starego Świata, przy czym największe zróżnicowanie jest w Azji i Afryce (na tym kontynencie rośnie 45 gatunków), w Australii występują 4 gatunki, a w Europie 2. Do flory Polski należy tylko jeden gatunek – jemioła pospolita V. album. Jemioła pospolita jako gatunek introdukowany rośnie także w zachodniej części Ameryki Północnej. Są to rośliny półpasożytnicze rosnące na drzewach iglastych i liściastych i za pomocą ssawek pobierające z nich wodę i sole mineralne.
Jemioła pospolita ogrywała dużą rolę w kulturze Celtów i wikingów, symbol płodności, odgrywała rolę w obrzędowości świąt zimowych wraz z innymi roślinami zimozielonymi, później związana też z obrzędowością chrześcijan – wykorzystywana jako ozdoba podczas świąt Bożego Narodzenia. Roślina wykorzystywana jest także jako lecznicza, przy czym ma także właściwości trujące. Jako leczniczy wykorzystywany jest także gatunek Viscum articulatum.

## Morfologia

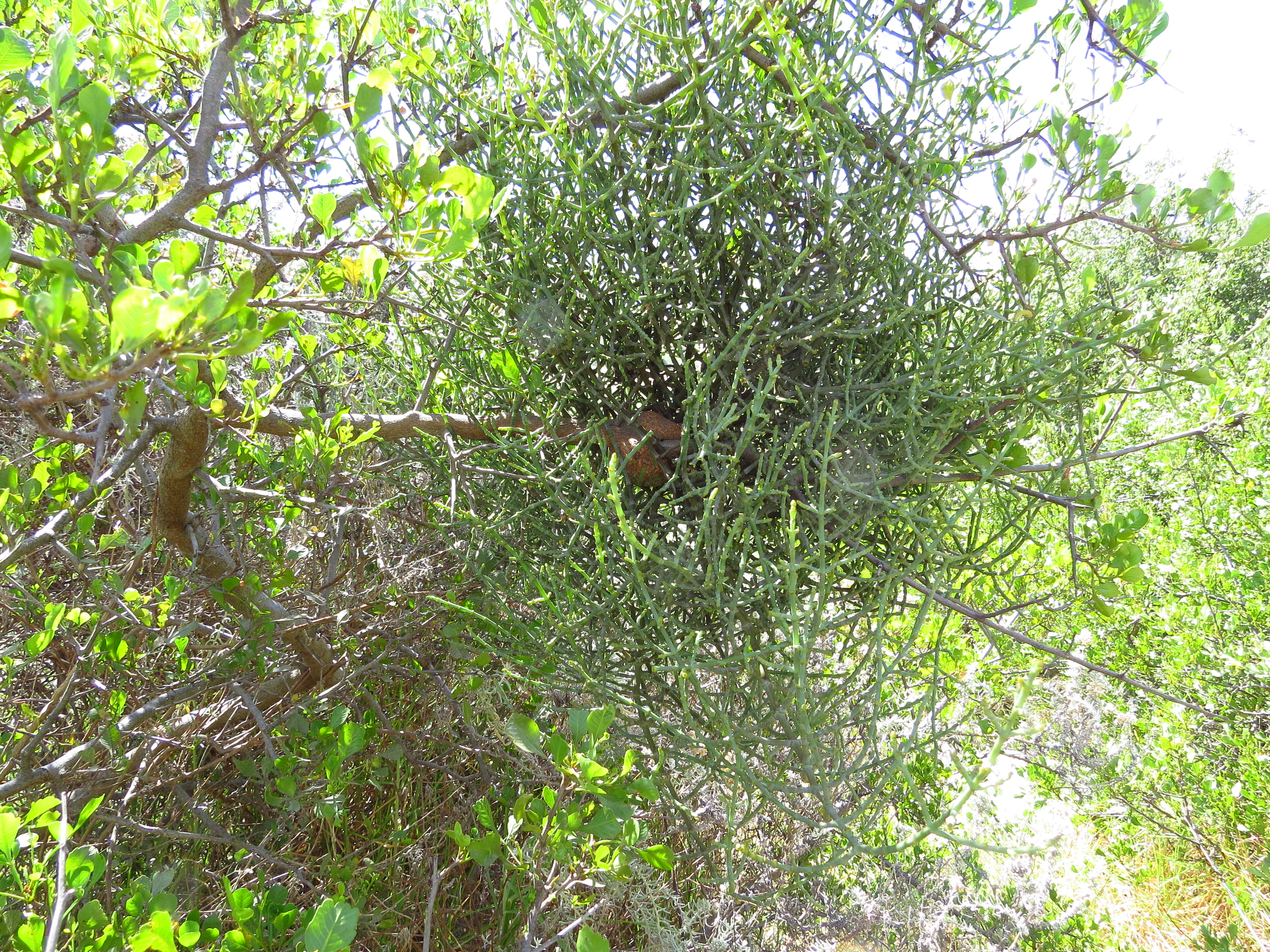
Viscum capense

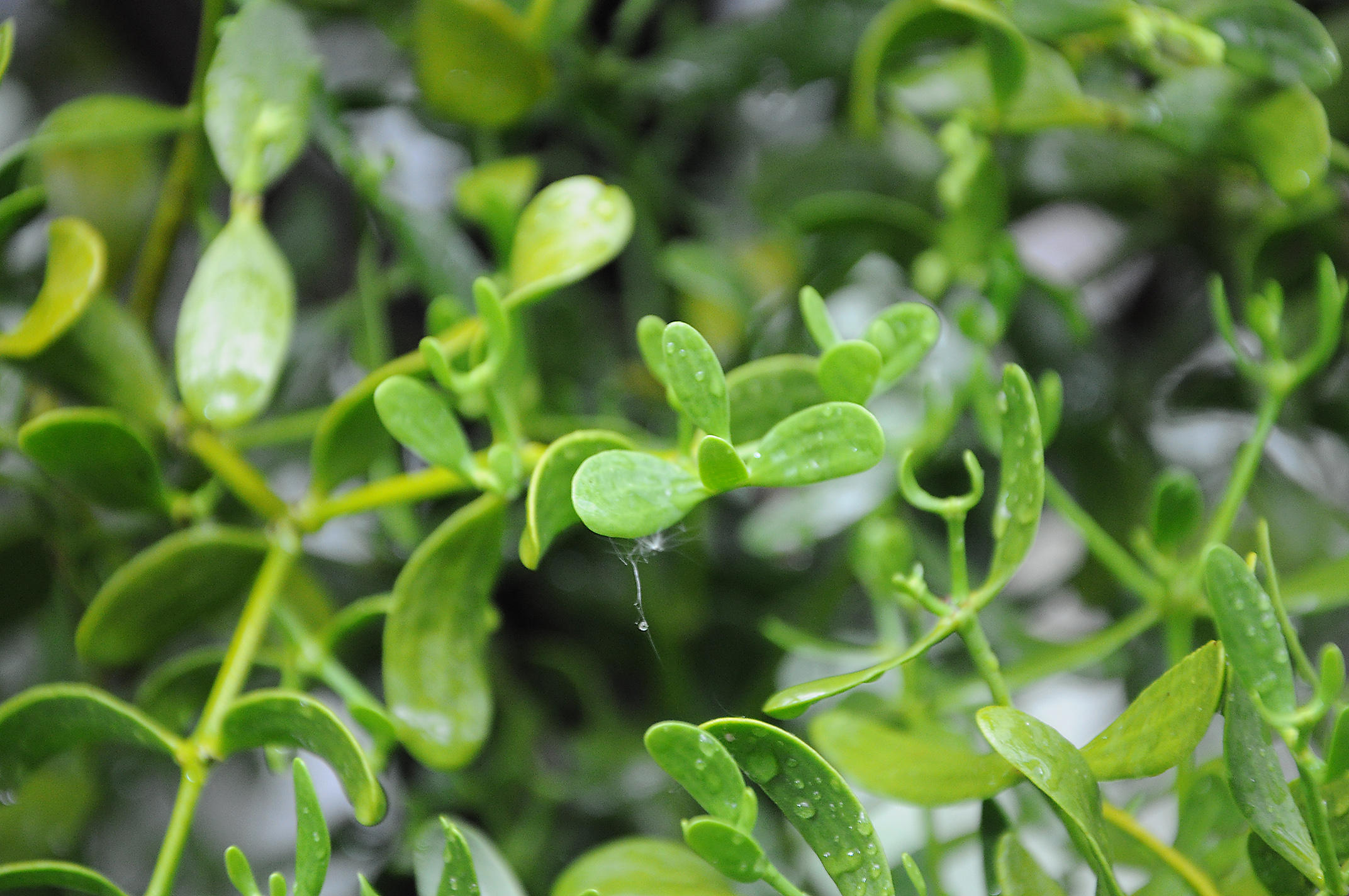
Viscum cruciatum

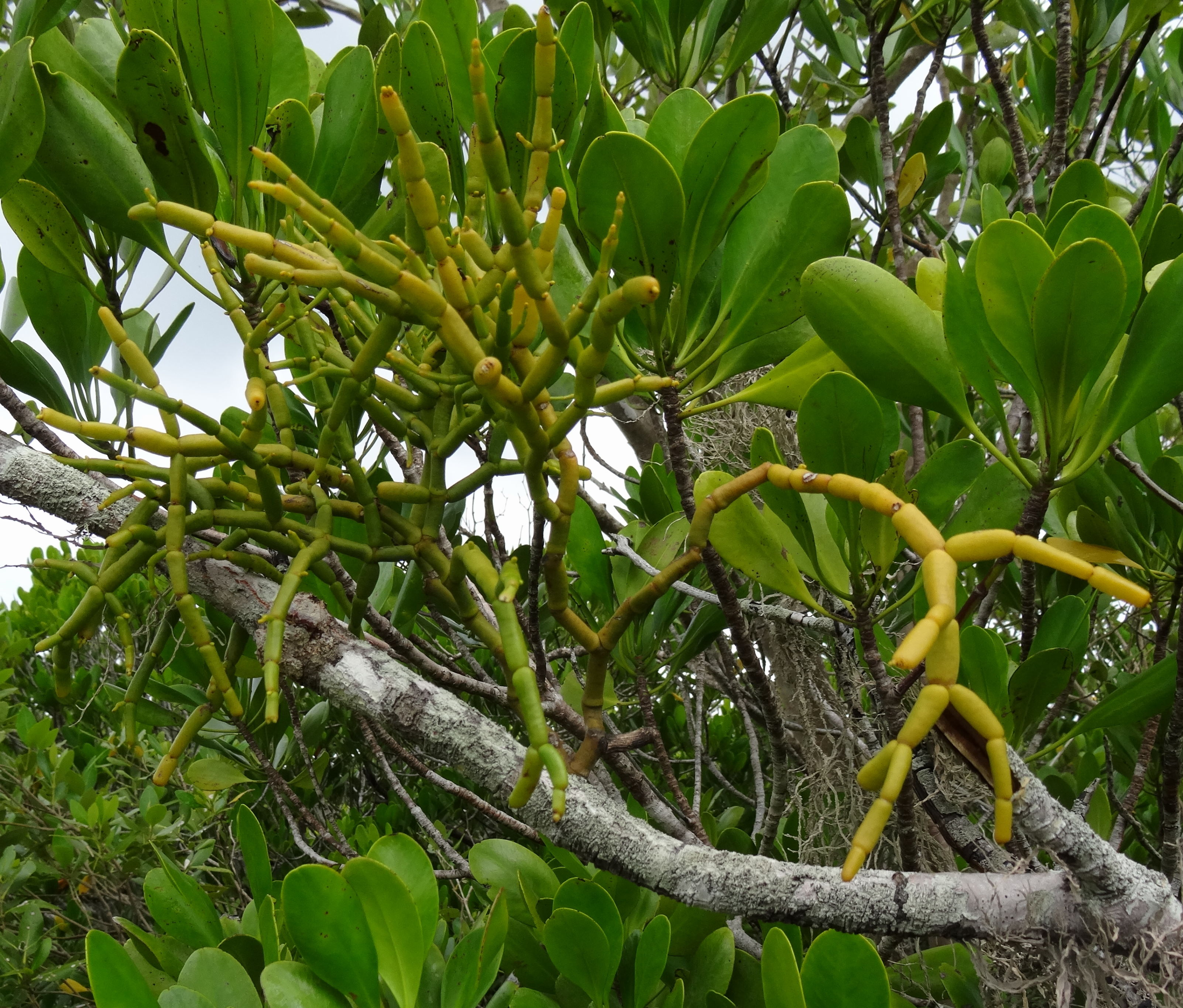
Viscum littorum

PokrójKrzewy, krzewinki, rzadko rośliny zielne o silnie zredukowanym pędzie. Największe osiągają ponad 1 m średnicy, najmniejsze (V. minimum) mają pędy do 3 mm długości. Pędy są pojedyncze lub liczne, rozgałęziają się pozornie widełkowato (pseudodichotomicznie), rzadziej okółkowo, są okrągłe na przekroju lub spłaszczone.
LiścieCałobrzegie, osadzone na pędach parami (naprzeciwlegle), siedzące, pojedyncze, całobrzegie, skórzaste i zimozielone. U niektórych gatunków zredukowane do łusek.
KwiatyRozdzielnopłciowe (rośliny jednopienne lub dwupienne). Kwiaty niepozorne, żółtozielone, umieszczone po 1–7 w skróconych wierzchotkach w rozwidleniach pędów. Szypuły i szypułki krótkie, podsadki naprzeciwległe i łódeczkowate, tworzą rodzaj okrywy, czasem dodatkowo występują pojedyncze lub po dwie przysadki. Kwiaty męskie z czterema (rzadko inna liczba od 3 do 6) listkami okwiatu (kielicha brak, wykształca się tylko korona). Pręciki z wielokomorowymi pylnikami przylegającymi do płatków lub zrośnięte w kuliste lub eliptyczne synandrium, otwierające się licznymi porami. Kwiaty żeńskie mają cztery drobne działki kielicha i cztery płatki, często rychło odpadające. Zalążnia jest dolna, powstaje z jednego owocolistka i zawiera pojedynczy zalążek. Szyjki słupka brak lub jest krótka, znamię jest poduszeczkowate lub sutkowate, często słabo wykształcone.
OwoceKuliste lub elipsoidalne jagody, o owocni gładkiej lub brodawkowatej, białej, żółtej lub czerwonej. Zawierają śluzowaty miąższ otaczający pojedyncze nasiono.

## Biologia i ekologia
Rośliny pasożytnicze kiełkujące na konarach i pniach drzew i tworzące w ich tkankach ssawki, za pomocą których zaopatrują się w wodę wraz z solami mineralnymi. Kwiaty zapylane są przez muchówki. Nasiona rozsiewane są głównie przez ptaki (ornitochoria). Pędy corocznie tworzą jedno rozgałęzienie więc z liczby ich rozwidleń można ustalić wiek roślin.

## Systematyka
Pozycja według APweb
Rodzaj wchodzi w skład jednego z ośmiu kladów (wyodrębnianego jako plemię Visceae Horaninow) rodziny sandałowcowatych Santalaceae i dla zachowania monofiletycznego charakteru tej rodziny w nowszych ujęciach nie jest wyłączany do odrębnej rodziny jemiołowatych.
Wykaz gatunków
- Viscum acaciae Danser
- Viscum album L. – jemioła pospolita
- Viscum ambongoense Balle
- Viscum angulatum B.Heyne ex DC.
- Viscum apiculatum Lecomte
- Viscum articulatum Burm.f.
- Viscum bagshawei Rendle
- Viscum bancroftii Blakely
- Viscum bandipurense Thriveni, Shivam., Amruthesh, Vijay & Sadanand
- Viscum birmanicum Gand.
- Viscum boivinii Tiegh.
- Viscum calcaratum Lecomte ex Balle
- Viscum calvinii Polhill & Wiens
- Viscum capense L.f.
- Viscum capitellatum Sm.
- Viscum ceibarum Balle
- Viscum chyuluense Polhill & Wiens
- Viscum coloratum (Kom.) Nakai
- Viscum combreticola Engl.
- Viscum congdonii Polhill & Wiens
- Viscum congolense De Wild. & T.Durand
- Viscum continuum E.Mey. ex Sprague
- Viscum coursii Balle
- Viscum crassulae Eckl. & Zeyh.
- Viscum cruciatum Sieber ex Boiss.
- Viscum cuneifolium Baker
- Viscum cylindricum Polhill & Wiens
- Viscum decaryi Lecomte
- Viscum decurrens (Engl.) Baker & Sprague
- Viscum dielsianum Dinter ex Neusser
- Viscum diospyrosicola Hayata
- Viscum dryophilum Rech.f.
- Viscum echinocarpum Baker
- Viscum engleri Tiegh.
- Viscum exiguum Polhill & Wiens
- Viscum exile Barlow
- Viscum fargesii Lecomte
- Viscum fastigiatum Balle
- Viscum fischeri Engl.
- Viscum goetzei Engl.
- Viscum grandicaule Polhill & Wiens
- Viscum griseum Polhill & Wiens
- Viscum grossum Wight
- Viscum hainanense R.L.Han & D.X.Zhang
- Viscum hexapterum Balle
- Viscum heyneanum DC.
- Viscum hildebrandtii Engl.
- Viscum hoolei (Wiens) Polhill & Wiens
- Viscum indosinense Danser
- Viscum iringense Polhill & Wiens
- Viscum itrafanaombense Balle
- Viscum junodii (Tiegh.) Engl.
- Viscum katikianum Barlow
- Viscum liquidambaricola Hayata
- Viscum littorum Polhill & Wiens
- Viscum longiarticulatum Engl.
- Viscum longipetiolatum Balle
- Viscum lophiocladum Baker
- Viscum loranthi Elmer
- Viscum loranthicola Polhill & Wiens
- Viscum luisengense Polhill & Wiens
- Viscum macrofalcatum R.L.Han & D.X.Zhang
- Viscum malurianum Sanjai & N.P.Balakr.
- Viscum menyharthii Engl. & Schinz
- Viscum minimum Harv.
- Viscum monoicum Roxb. ex DC.
- Viscum multicostatum Baker
- Viscum multiflorum Lecomte
- Viscum multinerve (Hayata) Hayata
- Viscum multipedunculatum Lecomte
- Viscum myriophlebium Baker
- Viscum mysorense Gamble
- Viscum nepalense Spreng.
- Viscum nudum Danser
- Viscum obovatum Harv.
- Viscum obscurum Thunb.
- Viscum orbiculatum Wight
- Viscum oreophilum Wiens
- Viscum orientale Willd.
- Viscum ovalifolium Wall. ex DC.
- Viscum pauciflorum L.f.
- Viscum pentanthum Baker
- Viscum perrieri Lecomte
- Viscum petiolatum Polhill & Wiens
- Viscum radula Baker
- Viscum ramosissimum Roxb. ex DC.
- Viscum rhipsaloides Baker
- Viscum roncartii Balle
- Viscum rotundifolium L.f.
- Viscum schaeferi Engl. & K.Krause
- Viscum schimperi Engl.
- Viscum scurruloideum Barlow
- Viscum semialatum Lecomte
- Viscum songimveloensis Oosth. & K.Balkwill
- Viscum stenocarpum Danser
- Viscum subracemosum Sanjai & N.P.Balakr.
- Viscum subserratum Schltr.
- Viscum subverrucosum Polhill & Wiens
- Viscum tenue Engl.
- Viscum tieghemii Balle
- Viscum trachycarpum Baker
- Viscum triflorum DC.
- Viscum trilobatum Talbot
- Viscum tsaratananense Lecomte
- Viscum tsiafajavonense Balle
- Viscum tuberculatum A.Rich.
- Viscum verrucosum Harv.
- Viscum vohimavoense Balle
- Viscum wallichianum Wight & Arn.
- Viscum whitei Blakely
- Viscum wightianum Wight & Arn.
- Viscum wrayi King ex Gamble
- Viscum yunnanense H.S.Kiu

## Znaczenie kulturowe

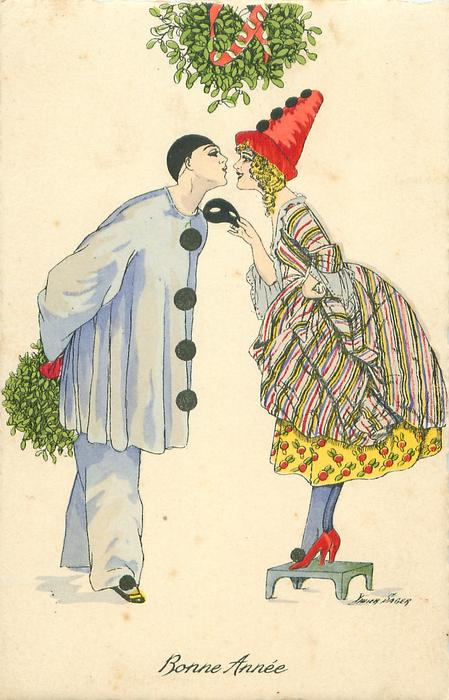

W starożytności jemioła pospolita uważana była za dar bogów. Przypisywano jej właściwości magiczne. Szczególnie rośliny rosnące na dębach (ew. okazy podobnego do jemioły gązewnika) uchodziły za talizman, ponad który nie było większej świętości. Druidzi traktowali ją w sposób szczególny – ścinanie jemioły było ważnym obrzędem w ich wierzeniach. Zbierano ją w dniu zimowego przesilenia dnia z nocą, a także na przełomie wiosny i lata. Wierzono, że ścięte pędy świętej jemioły leczyły niemal wszystkie choroby, jednały pomyślność, włożone do wazonu lub podwieszone pod sufitem chroniły dom przed złymi mocami, zapobiegały pożarom, a już powstałe wygaszały. Bożonarodzeniowa choinka zastąpiła w XVII wieku zawieszaną wcześniej u powały jemiołę. 
Pędy jemioły miały sprowadzać do domu szczęście i bogactwo, spełniać ludzkie życzenia i marzenia, noszona przy sobie zapewniać miała potencję seksualną. Dziś całujących się par pod jemiołą w święta jest mnóstwo – wierzą, że magia rośliny umocni ich miłość i zapewni trwałość ich związkowi.
Jeszcze przed rokiem 1934 odnotowano na Mazowszu przesąd weselny związany z jemiołą i mający pewne podobieństwo ze zwyczajem angielskim. Na Mazowszu też zbierano jemiołę zimą i kadzono nią około uli w wigilię.
Sprzedawana powszechnie w okresie Bożego Narodzenia w całej Polsce na targowiskach w formie pęków, kuli i wianków adwentowych.

## Zastosowanie
Roślina leczniczaKiedyś jemioła pospolita była uważana za lek niemal na wszystko, obecnie wyciąg z jej pędów i liści stosuje się pomocniczo w leczeniu choroby nadciśnieniowej (obniża ciśnienie tętnicze krwi), wzmacnia działanie gruczołów wydzielania wewnętrznego, poprawia obieg krwi, wykazuje działanie regulujące przemianę materii, wzmaga pracę trzustki, działa ogólnie wzmacniająco. Medycyna plemienna uważała, że jemioła sprzyja płodności.
Wiscyna, kleista substancja występująca w owocach, jest substancją mogącą mieć duże zastosowanie w technice i medycynie. Wg naukowców z McGill University i Max Planck Institute of Colloids and Interfaces właściwość przyklejania się praktycznie do wszystkiego i jednocześnie łatwość odklejania się w warunkach wilgotnych stanowi, że jest perspektywicznym i doskonałym materiałem – np. na uszczelniacz do ran.